# Aenictus ceylonicus
Aenictus ceylonicus (лат.) — вид муравьёв-кочевников рода Aenictus из подсемейства Dorylinae. Вид распространён в Южной Индии, Шри-Ланке, Юго-Восточной Азии и Австралии.
Муравьи данного вида совершенно слепы. В длину их тело достигает 3 мм. Усики, как и у остальных представителей рода Aenictus, состоят из 10 сегментов, первый базальный сегмент удлинён. Голова гладкая и блестящая. Мезосома и голова имеют тёмно-коричневую окраску, брюшко имеет овальную форму, светлее и может быть полупрозрачным. Мезосома расширена в передней части и сужена в задней. Петиоль и пост-петиоль крупные, конической формы, блестящие.
Основной средой обитания для Aenictus ceylonicus является растительный опад в лесах и районах, покрытых растительностью. Они встречаются в тропических лесах и влажных лиственных лесах, временные гнезда строят на земле и в гниющих стволах.
Как и другие представители их рода, Aenictus ceylonicus охотятся на муравьёв, ос и других членистоногих.